# Rue Boucher
La rue Boucher est une voie du 1er arrondissement de Paris créée en 1776.

## Origine du nom
La rue porte le nom de Pierre Boucher, échevin de Paris de 1773 à 1778.

## Historique
La rue Boucher a été créée en 1776 sur l'emplacement de l'ancien hôtel des Monnaies transféré cette année-là quai Conti. Cette rue allait alors de la rue de la Monnaie (à l'ouest) jusqu'au carrefour des rues des Bourdonnais, Bertin-Poirée, Thibautodé, Béthizy, ces deux dernières rues ayant disparu lors de la création de la rue de Rivoli en 1855. La partie ouest de la rue a disparu en 1866 avec le percement de la rue du Pont-Neuf et la construction des immeubles du futur magasin 1 de la Samaritaine.

## Bâtiments remarquables et lieux de mémoire
- Le peintre Simon Mathurin Lantara (1729-1778) demeura dans cette rue à la fin de sa vie[2][réf. à confirmer].
- J. L. Legrand, curé de l'église Saint-Germain-l'Auxerrois et vicaire général du diocèse est né le 20 janvier 1808 au numéro 8 de la rue[1].
- Entre 1855 et 1860, la mairie du 4e arrondissement se trouva au no 6 de la rue, l'ancienne mairie située rue du Chevalier-du-Guet ayant été détruite pour permettre la création de la rue de Rivoli et la nouvelle mairie, place du Louvre, n'étant pas encore construite[1].

## Pour approfondir